# عبد الرحمنلي السفلى
أشاغي عبد الرحمنلي أو عبد الرحمنلي السفلى (بالأذرية: Aşağı Əbdürrəhmanlı) هي قرية وبلدية في مقاطعة فضولي في أذربيجان.
بحكم الواقع هي جزء من جمهورية أرتساخ. أعلن الرئيس الأذربيجاني إلهام علييف عن استعادتها في 3 أكتوبر 2020.